# Теньо-Мару
Теньо-Мару (Tenyo Maru) — транспортне судно, яке під час Другої світової війни брало участь у операціях японських збройних сил на Тихому океані.
Судно спорудили в 1935 році на верфі Mitsubishi Dockyard & Engineering Works у Нагасакі для компанії Toyo Kisen. Протягом наступних п'яти років його зафрахтувала компанія Mitsui й воно працювало на лінії до Нью-Йорку.
У вересні 1941-го судно реквізували для потреб Імперського флоту Японії та до кінця жовтня переобладнали на мінний загороджувач. Після цього корабель включили до 19-ї дивізії мінних загороджувачів, що належала до Четвертого флоту (відповідав за операції в Океанії).
15 листопада — 3 грудня 1941-го «Теньо-Мару» пройшов з Куре до атола Джалуїт (Маршаллові острови на сході Мікронезії). Тут він прийняв на борт війська та 6 грудня разом з іншим мінним загороджувачем «Окіносіма» вийшов до островів Гілберта, де 10 грудня висадив без спротиву десант на острів Макін, а 16 грудня повернувся на Маршаллові острови на атол Кваджелейн.
24—29 грудня 1941-го «Теньо-Мару» здійснив круговий рейс до острова Вейк (прибув сюди невдовзі після його захоплення японцями з другої спроби) та назад на Кваджелейн, а 4—11 січня 1942-го пройшов звідси через атол Трук (тут у центральній частині Каролінських островів була головна база Четвертого флоту) до острова Гуам, де збирався загін для операції заволодіння архіпелагом Бісмарка. 14 січня 1942-го «Теньо-Мару» вийшов з Гуаму з вантажем матеріалів для будівництва авіабази та 27 січня увійшов до гавані захопленого два дні тому Рабаула — селища на східному завершенні острова Нова Британія, що на наступні два роки перетвориться на головну передову базу японців, з якої здійснюватимуться операції на Соломонових островах та Новій Гвінеї.
29 січня — 13 лютого 1942-го «Теньо-Мару» прослідував через Трук до острова Голо у філіппінському архіпелазі Сулу, а 21 лютого вже повернувся до Рабаула. 5 березня судно полишило цю базу у складі загону, що мав оволодіти новогвінейськими Лае та Саламауа (у глибині затоки Хуон, що вдається між півостровами Хуон та Папуа). Висадка почалась невдовзі після опівночі 8 березня та пройшла успішно, проте 10 березня 1942-го по японських кораблях поблизу Лае завдала удару американська авіаносна авіація. «Теньо-Мару» було уражене двома бомбами та розломилось навпіл, після чого обидві секції затонули. Загинуло 9 членів екіпажу.